# Tařinka kališní
Tařinka kališní (Alyssum alyssoides), česky též tařice kališní, je drobná, v propustných půdách rostoucí šedavá bylina se světle žlutými květy, druh rodu tařinka.

## Výskyt
Druh je rozšířen téměř v celé Evropě (vyjma Skandinávie), na východě zasahuje až do Povolží a na indický subkontinent a na jihu do severní Afriky. Druhotně se dostal do Severní a Jižní Ameriky i na Nový Zéland. Roste na slunných, stanovištích s vápencovým podložím a málo humózní propustnou půdou. Vyskytuje se ve skalnatém terénu, na písčitých polích v místech prořídlých porostů, v řídkých borových lesích, podél cest a železničních náspů, na rumištích i starých zdech, dobře snáší sucho.
V České republice je tařice kališní v teplejších oblastech poměrně hojná, se vzrůstající nadmořskou výškou a klesající teplotou se její četnost snižuje. Vyskytuje se také jako ne příliš významný plevel ve vytrvalých pícninách a ozimém obilí, postupně však z českých polí mizí.

## Popis
Jednoletá nebo jen řídce dvouletá rostlina, rozmnožující se výhradně semeny, která obvykle dorůstá do výše 10 až 30 cm a je porostlá šedozelenými hvězdicovými chlupy. Lodyhy jsou jak květné, tak i plané jen s listovou růžici, bývají vzpřímené nebo poléhavé a často hustě větvené. Střídavé, hustě vyrůstající lodyžní listy, 3 až 4,5 cm dlouhé a 1 až 3,5 mm široké, jsou podlouhlé, obvejčité až obkopinaté a na bázi zúžené do krátkého řapíku; směrem vzhůru se listy zužují.
Drobné, oboupohlavné, čtyřčetné květy na stopkách rostou v hustých a krátkých hroznech které se při dozrávání plodů prodlužují. Vytrvalý kalich má 2 až 2,5 mm dlouhé, vytrvalé, hustě chlupaté, kopinaté lístky s úzkým bělavým blanitým okrajem. Světložluté, při odkvětu bělající korunní lístky bývají dlouhé 2,5 až 4 mm, jsou úzké a podlouhlé, na vrcholu plytce vykrojené a s vnější strany chlupaté. Volné nitky šesti tyčinek jsou bez křidélek i zoubků, prašníky jsou vejčité. Květe v dubnu až srpnu.
Plody jsou okrouhlé až vejčité dvoupouzdré šešulky, jen 3 až 4 mm dlouhé, které vyrůstají na šikmo odstávajících stopkách. Jsou rovnoběžně s blanitou přepážkou podlouhle zmáčknuté, na konci mají kratičkou čnělku, stopy po vytrvalém kalichu a porůstají hvězdicovitými chloupky. V každém pouzdru jsou obvykle dvě světle hnědá, podlouhle vejčitá, dokola úzce křídlatá semena 1,5 mm dlouhá.

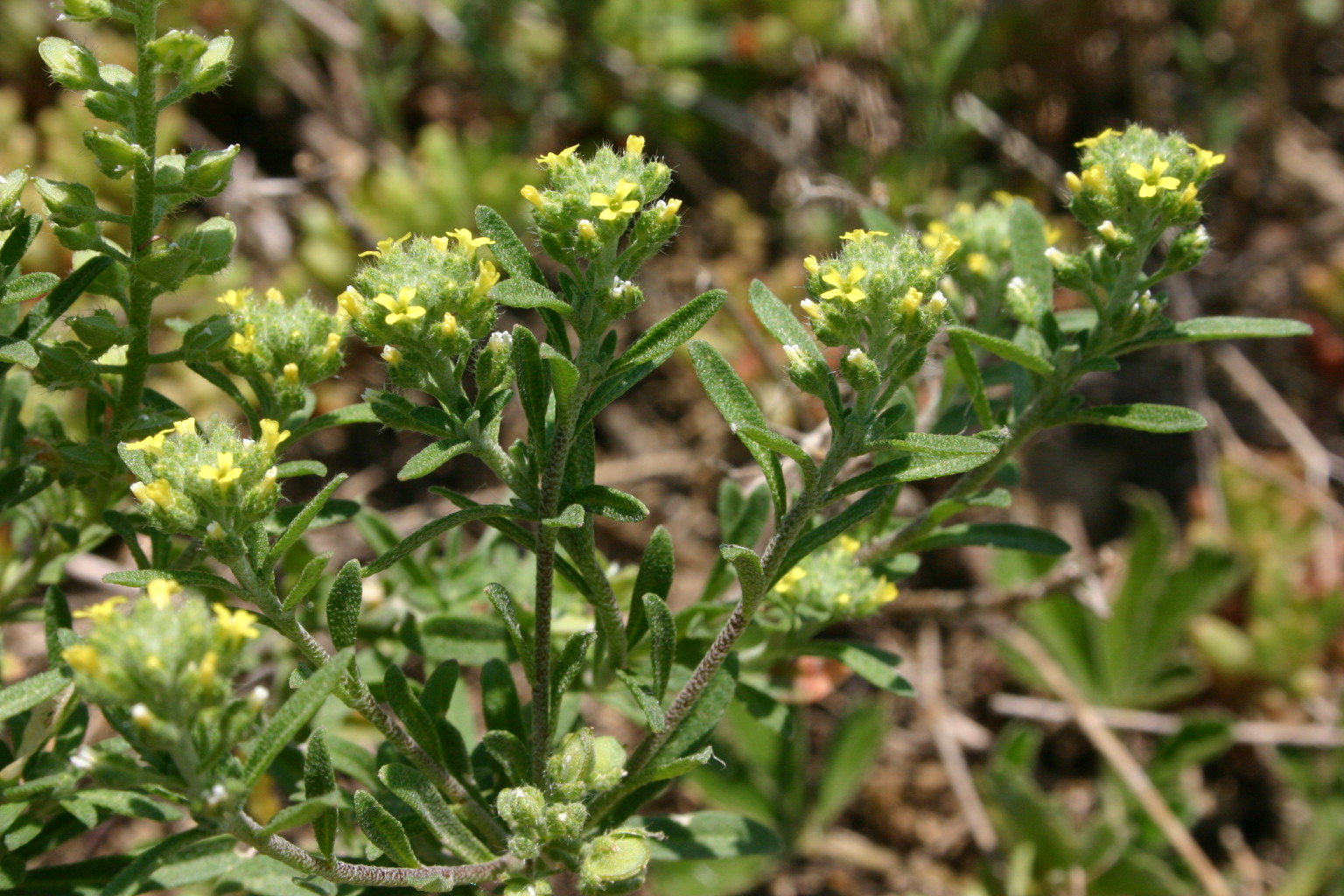
Nakvétající rostlina
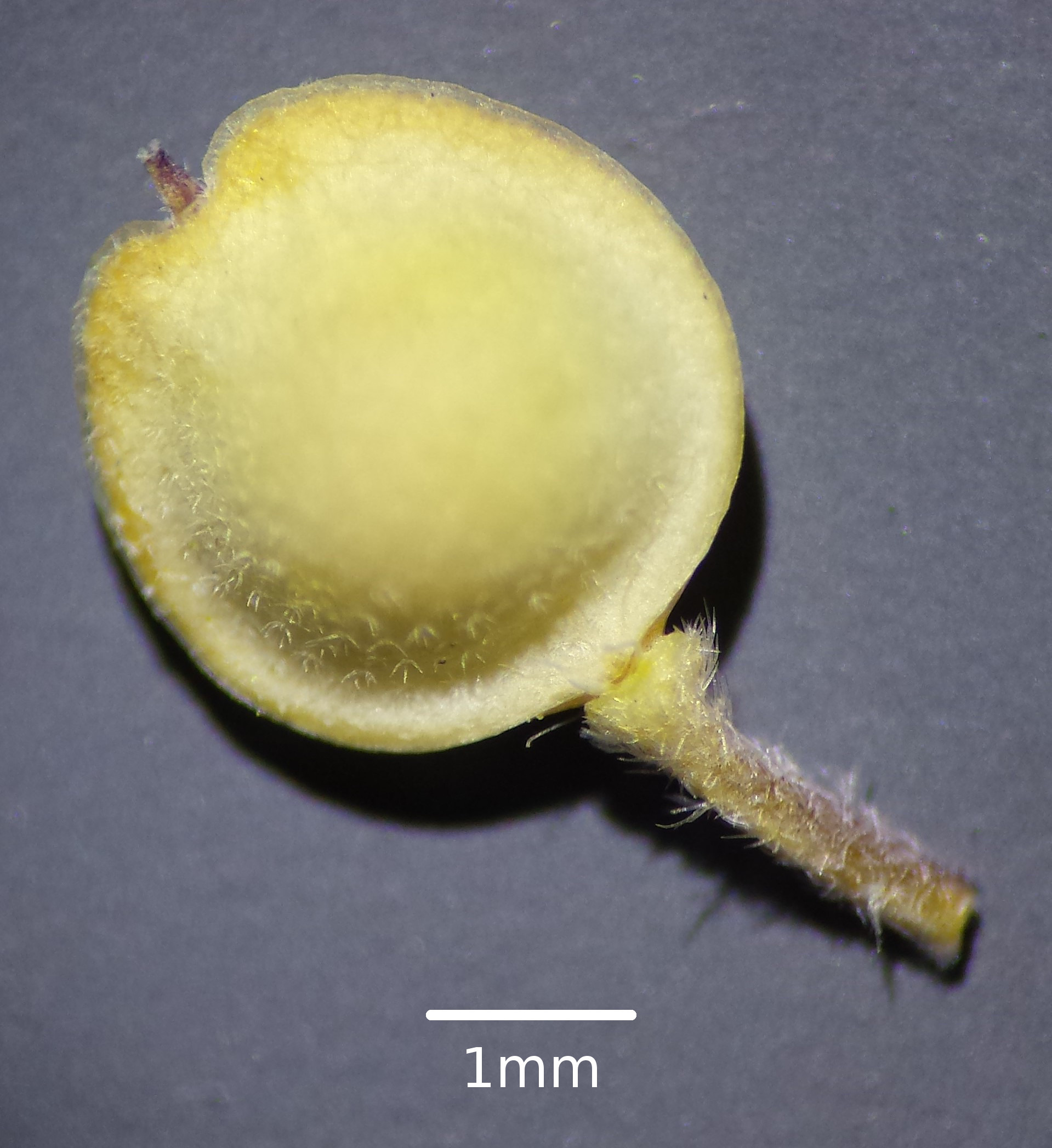
Plod
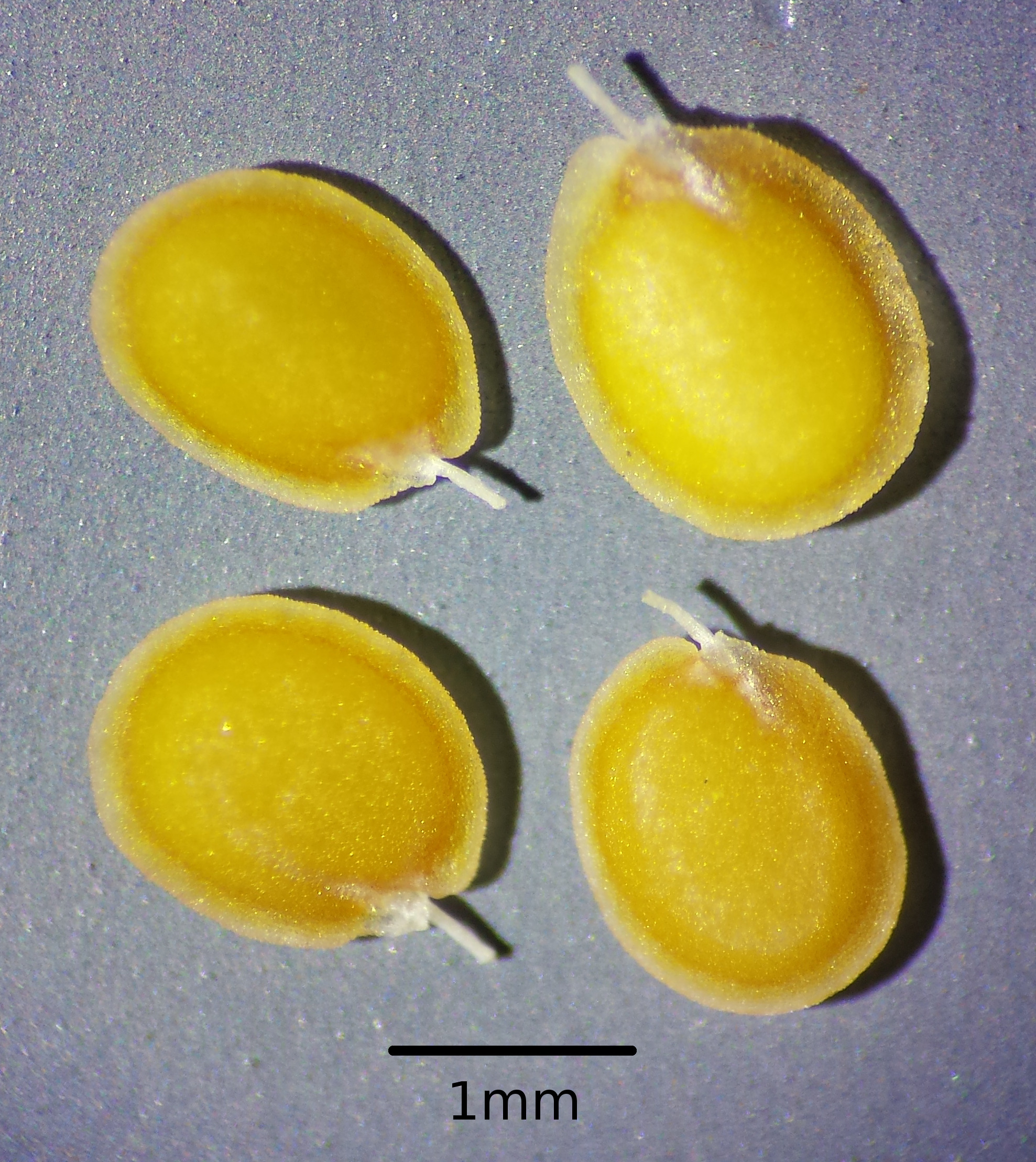
Semena s křidélky